# Unión de Escritores Soviéticos

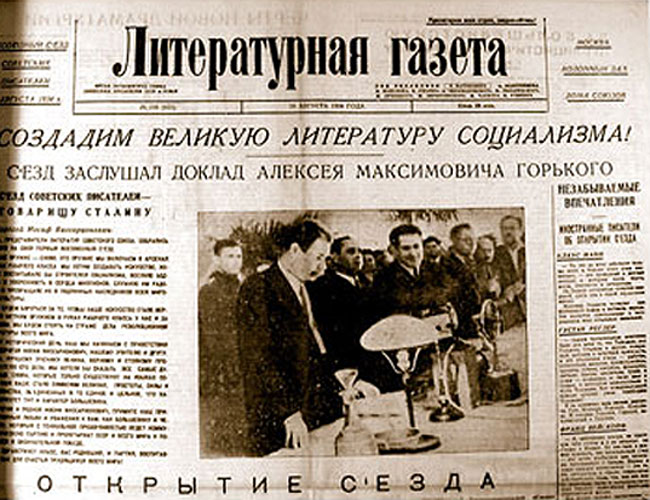
Portada de la Literatúrnaya gazeta dedicada a la apertura del primer congreso de la Unión de Escritores Soviéticos el 17 de agosto de 1934.

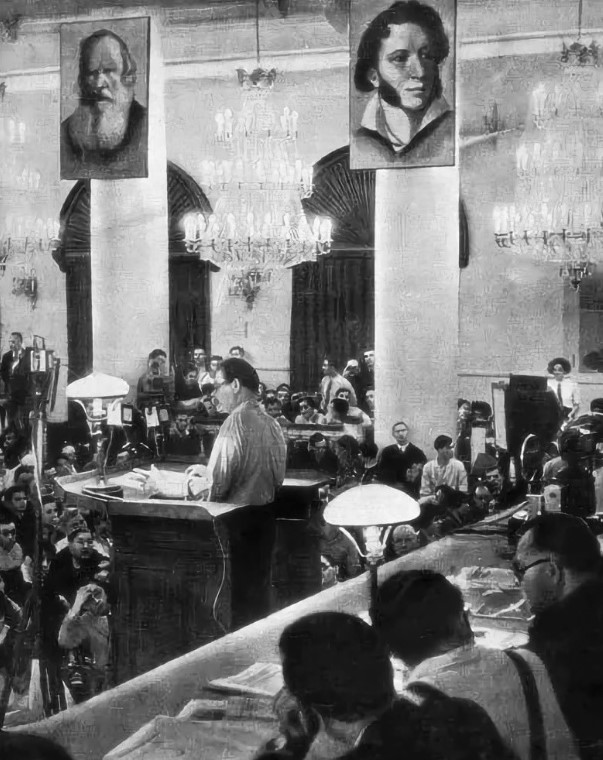
Máximo Gorki interviene en el primer Congreso de la Unión de Escritores Soviéticos, 1934

La Unión de Escritores Soviéticos o Unión de Escritores de la URSS (en ruso: Союз писателей СССР) fue una organización de escritores profesionales de la Unión Soviética fundada en 1934 por iniciativa del Comité Central del Partido Comunista.
El objetivo de la asociación era organizar la literatura y asegurar la participación del pueblo en este campo, además de su supervisión por parte del organismos del estado y el partido. Para los escritores profesionales, la calidad de miembro de la unión llegó a ser prácticamente obligatoria y la exclusión de la Unión significaba, virtualmente, la prohibición de publicar, como en el caso de Borís Pasternak. A pesar de esto, en la historia de la Unión de Escritores se dieron casos de renuncia voluntaria. Así Vasili Aksiónov, Semión Lipkin e Inna Lisniánskaya dejaron la Unión de Escritores en diciembre de 1979 en solidaridad por la exclusión de Víktor Yeroféiev y Yevgueni Popov.
Tras la disolución de la URSS, la Unión se dividió en organizaciones separadas para cada uno de los estados postsoviéticos. La sección rusa pasó a llamarse Unión de Escritores de Rusia.

## Presidentes de la Unión de Escritores Soviéticos

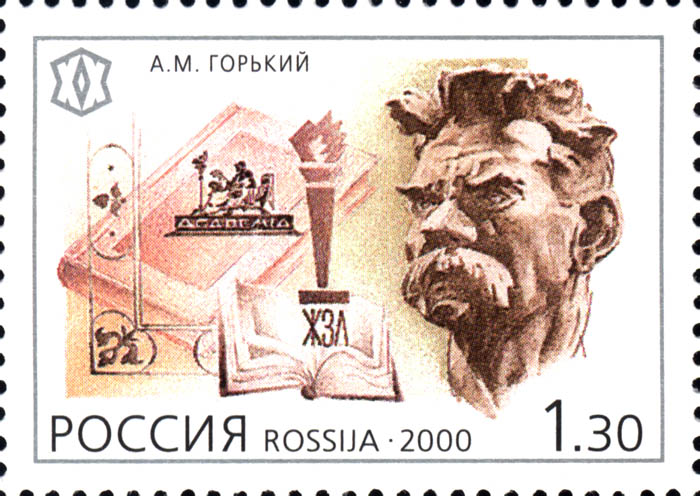
Máximo Gorki en un sello ruso del año 2000.

- Máximo Gorki (1934-1936)
- Vladímir Stavski (1936-1938)
- Aleksandr Fadéyev (1938-1944)
- Nikolái Tíjonov (1944-1946)
- Aleksandr Fadéyev (1946-1954)
- Nikolái Surkov (1954-1959)
- Konstantín Fedin (1959-1977)
- Gueorgui Márkov (1977-1986)
- Vladímir Kárpov (1986-1991)[2]